# Dermatologic Surgery
Dermatologic Surgery, abgekürzt Dermatol. Surg., ist eine wissenschaftliche Fachzeitschrift, die vom Lippincott Williams & Wilkins-Verlag im Auftrag der American Society for Dermatologic Surgery veröffentlicht wird. Die Zeitschrift wurde 1975 unter dem Namen The Journal of Dermatologic Surgery gegründet, erweiterte den Namen 1977 auf Journal of Dermatologic Surgery und Oncology, bevor der Name 1995 auf Dermatologic Surgery gekürzt wurde. Sie erscheint mit zwölf Ausgaben im Jahr. Es werden Arbeiten veröffentlicht, die sich mit der Anwendung chirurgischer Methoden in der Dermatologie beschäftigen.
Der Impact Factor lag im Jahr 2014 bei 2,109. Nach der Statistik des ISI Web of Knowledge wird das Journal mit diesem Impact Factor in der Kategorie Chirurgie an 68. Stelle von 198 Zeitschriften und in der Kategorie Dermatologie an 20. Stelle von 63 Zeitschriften geführt.